# Сербская Автономная Область Западная Славония
Сербская Автономная Область Западная Славония (серб. Српска аутономна област Западна Славонија) или САО Западная Славония (серб. САО Западна Славонија) — бывшая непризнанная сербская автономная область в Хорватии. Была создана 12 августа 1991. 5 января 1992 вошла в состав Республики Сербская Краина

## История
Вскоре после провозглашения САО Западная Славония, в этом регионе произошли столкновения между отрядами хорватского спецназа и проживающими в этом районе сербами. Летом 1991 года Хорватия направила в Западную Славонию несколько сформированных армейских бригад, а в сентябре они атаковали казармы Югославской Народной Армии. Затем армия развернула наступление на Западную Славонию и до октября сумела занять Окучаны, Ясеновац и часть Пакраца, где большинство населения составляли сербы. При этом эти города покинуло множество хорватов. 31 октября 1991, хорватские войска начали две операции, Откос 10 — захват Билогоры и Оркан 91 — захват Дарувара, и большинство сербов оставили занятые хорватами территории. Славонский православный центр в Пакраце был уничтожен. При этом военные преступления были совершены с обеих сторон.

## Даруварское соглашение
18 февраля 1993 хорватские и местные сербские лидеры подписали Даруварское соглашение. Соглашение держалось в секрете и было направлено на нормализацию жизни для местных жителей на линии фронта. Но Книнское правительство узнало о сделке и арестовало сербов-подписантов.
Западная Славония была занята хорватской армией в мае 1995 года, при этом погибло множество гражданских сербов, остальные (от 15 до 18 тысяч) были вынуждены спасаться бегством. В отместку за это поражение Милан Мартич осуществил ракетный обстрел Загреба.

## Административно-территориальное деление
Территория Западной Славонии под защитой Организации Объединённых Наций включала в себя четыре муниципальных образования: Окучани, Пакрац, Дарувар и Грубишно-Полье. Армией Республики Сербская Краина контролировались Окучани и Пакрац.